# 陸晏
陸晏（3世紀—280年），吳郡吳縣（今江蘇省蘇州市）人，東吳名將陸抗之子，東吳裨將軍。

## 生平
鳳凰三年（公元274年），陸抗逝世，陸晏繼承其爵位。陸晏與弟弟們陸景、陸玄、陸機、陸雲分別帶領陸抗的部隊，陸晏被封為裨將軍、夷道監。

### 滅吳之戰
天紀四年（公元280年），晉軍伐吳，龍驤將軍王濬順流東下，攻無不克。二月初五，陸晏被王濬的分支部隊所殺，二月初八，其弟陸景也遇害。